# Tomasz Pułka
Tomasz Pułka (ur. 21 czerwca 1988 w Rudniku, zm. 9 lipca 2012 we Wrocławiu) – polski poeta współczesny. 

## Biografia
Pochodził z Rudnika k. Myślenic, mieszkał w Krakowie, gdzie ukończył IX LO i gdzie studiował polonistykę na Uniwersytecie Jagiellońskim.
W 2006 ukazała się nakładem wydawnictwa Mamiko jego debiutancka książka Rewers, w listopadzie 2007 ukazała się jego druga książka Paralaksa w weekend. W 2009 nakładem Staromiejskiego Domu Kultury w Warszawie ukazał się trzeci tomik Pułki pt. Mixtape, a jesienią tego samego roku Korporacja Ha!art wydała Kryzys. Biuletyn poetycki, którego był współautorem. 25 czerwca 2010 miała miejsce premiera czwartej książki autorskiej pod tytułem Zespół Szkół, wydanej nakładem Korporacji Ha!art. Był laureatem Dżonki 2007 oraz stypendystą miasta Krakowa. Wraz z Romanem Bromboszczem, Leszkiem Onakiem, Łukaszem Podgórnim i Piotrem Puldzianem Płucienniczakiem redagował artblog Cichy Nabiau. Był członkiem grupy Perfokarta, zajmującej się poezją cybernetyczną – jej tworzeniem i promocją.
Pułka zmagał się z problemami, między innymi leczył się psychiatrycznie po nieudanej próbie samobójczej. Sam również nie krył się z tym, że przez wiele lat zażywał narkotyki, a jego ulubioną formą „narkonautyki” były psychodeliki. Jest autorem tomu opowiadań Vida local o „doświadczeniu psychodelicznym przydarzającym się językowi”. Zginął w wypadku, tonąc w Odrze 9 lipca 2012. Jego ciało odnaleziono naprzeciwko cmentarza, gdzie spoczywa Rafał Wojaczek.

## Poezja
- Rewers (Mamiko, Nowa Ruda 2006)
- Paralaksa w weekend (Portret, Olsztyn 2007)
- Mixtape (SDK, Warszawa 2009)
- Kryzys. Biuletyn poetycki (Korporacja Ha!art, Kraków 2009)
- Zespół Szkół (Korporacja Ha!art, Kraków 2010)
- Poeci na nowy wiek (Biuro Literackie, Wrocław 2010) – antologia
- Cennik (WBPiCAK, Poznań 2012)
- Wybieganie z raju (2006–2012) (Biuro Literackie, Wrocław 2017) – wiersze zebrane

## Proza
- Vida local (Korporacja Ha!art, Kraków 2013)